# Mauricio Ochmann
Mauricio Ochmann Siordia  (Celaya, Guanajuato, Mexikó, 1977. november 16. –) mexikói színész .

## Élete
Mauricio Ochmann 1977. november 16-án született Celayában. 1998-ban a TV Azteca Azul Tequila című telenovellájában debütált Bárbara Mori mellett. 1999-ben szerepet kapott az Üzenet a palackban (Message in a Bottle) című filmben. 2001-ben kettős szerepet játszott a TV Azteca egyik legsikeresebb televonellájában Lorena Rojas mellett.
2004. június 16-án született meg kislánya, Lorenza. 2008-ban, 6 évi házasság után elvált feleségétől, María José del Valle-tól.

## Filmográfia

### Filmek
- 2007: Corazón marchito
- 2005: Tres  mint Carlos Valdivia
- 2005: Ver, oir y callar  mint Alberto Bravo
- 2004: 7 mujeres, 1 homosexual y Carlos  mint Carlos
- 2003: Ladies' Night
- 1999: Message in a Bottle

### Telenovellák
- 2016: El Chema, mint José María 'Chema' Venegas (főszereplő)
- 2013: El Señor de los Cielos, mint José María 'Chema' Venegas (negatív szereplő)
- 2012: Rosa Diamante, mint José Ignacio Altamirano (főszereplő)
- 2011: El Sexo Débil, mint Julián Comacho (főszereplő)
- 2010: A klón, mint Lucas Ferrer, Diego Ferrer, valamint Osvaldo Daniel Padilla (főszereplő)
- 2009: Victorinos, mint Victorino Mora (főszereplő)
- 2007: Victoria, mint Jeronimo Ernesto Acosta (főszereplő)
- 2007: Dame Chocolate, mint Fabian (vendégszereplő)
- 2006: Marina, mint Ricardo Alarcón Morales(főszereplő)
- 2005: Amarte así, Frijolito, mint Ignacio (főszereplő)
- 2003: Női pillantás, mint José
- 2001: Mint a filmekben, mint Javier / Joaquín Borja (főszereplő)
- 1999: Háblame de amor, mint Maximiliano (főszereplő)
- 1998: Azul Tequila, mint Santiago Berriozábal (főszereplő)